# 夜花薯藤
夜花薯藤（学名：Ipomoea aculeata）是旋花科番薯属的植物。分布在印度尼西亚、马来西亚以及中国大陆的海南等地，生长于海拔150米至1,190米的地区，多生长于林内，目前尚未由人工引种栽培。

## 别名
夜牵牛（海南植物志）